# 自転車泥棒 (映画)
『自転車泥棒』（じてんしゃどろぼう、原題: Ladri di Biciclette, 英題: The Bicycle Thief）は、1948年公開のイタリア映画である。監督はヴィットリオ・デ・シーカ。モノクロ、スタンダード、93分。
第二次世界大戦後のイタリアで作られたネオレアリズモ映画の1本で、ロベルト・ロッセリーニの『無防備都市』、ルキノ・ヴィスコンティの『揺れる大地』と並ぶネオレアリズモ映画の代表作である。役所の広告貼りの仕事を得た失業労働者が、仕事に必要な自転車を盗まれてしまい、息子とローマの街を歩き回って自転車を探す物語。職業俳優を使わず素人を起用しており、父親役のランベルト・マジョラーニは失業した電気工、子役のエンツォ・スタヨーラは監督が街で見つけ出した子供である。また、ほぼ全編でロケーション撮影を行い、ドキュメンタリー的撮影手法を用いて戦後の貧困にあえぐイタリア社会をリアルに映し出している。第22回アカデミー賞で特別賞（外国語映画賞）受賞。

## あらすじ
第二次世界大戦後のイタリア、ローマ。
2年間職に就けなかったアントニオ・リッチは、職業安定所の紹介で役所のポスター貼りの仕事を得る。仕事に就くためには自転車が必要だと言われるが、生活の厳しいアントニオは自転車を質に入れていた。妻のマリアが家のベッドのシーツを質に入れ、その金で自転車を取り戻す。新しい職に浮かれるアントニオを見て、6歳になる息子のブルーノも心を躍らせる。
ブルーノを自転車に乗せ、意気揚々と出勤するアントニオ。しかし仕事の初日、ポスターを貼っている最中に自転車を盗まれてしまう。警察に届けるも「自分で探せ」と言われる始末。自転車がなければ職を失う。新しい自転車を買う金もない。アントニオは自力で自転車を探し始める。
友人のバイオッコに相談し、翌朝に広場のマーケットへ探しに行くことに。広場には大量の自転車が売りに出されていたが、アントニオの自転車は見つからない。
雨が降り、二人はずぶ濡れだ。息子ともに途方に暮れている中、アントニオは犯人らしき男が老人と会話しているのを見かける。男を追いかけるも逃げられてしまい、戻って老人を追う。老人は「何も知らない」と言い張り、施しを行う教会に入った。アントニオはミサの行われる中で老人を問い詰め、男の住所を聞き出す。アントニオは老人をその男のところまで同行させようとするが、老人は「せめて施しの食事を食わせてくれ」と頼む。アントニオはそれを許すが、その隙に老人は逃げる。アントニオの不手際を責めるブルーノの顔を、アントニオはぶってしまう。
いじけたブルーノを慰めるために、高級レストランに入るアントニオ。周囲が豪華な食事をする中、肩身の狭い思いで食事をする。ポスター貼りを続けられればもっと生活が楽になるんだ、だからなんとしても自転車を見つけたい、とアントニオは息子に語る。
昨日までインチキだとこき下ろしていた占い師にも頼ってみるが、「すぐに見つかるか、出てこないかだ」としか言われず何の進展もない。
貧民街で犯人とおぼしき男を見つけたアントニオは、激しく男を問い詰める。しかし男は何も知らないと言い張り、発作を起こしてそのまま倒れる。昂ぶった街の男たちに取り囲まれたアントニオの元へ、ブルーノが警官を連れてくる。警官とともに男の家を捜索するが、自転車は見当たらない。証拠もなく、証人もいなければこれ以上の捜査はできないと警官が言う。アントニオはあきらめ、住民に激しくなじられながら貧民街をあとにする。
あてもなく歩き、サッカーの試合を開催しているスタジアムの前で座り込む二人。目の前には観客が乗ってきた大量の自転車。背後には人気のない通りに一台の自転車が止まっている。アントニオは立ち上がり、何度も振り返って一台の自転車を気にする。やがて試合が終わり、退場する観客で通りが混雑し始める。思いつめたアントニオは息子に金を渡し、先に帰って待っていろと言う。そして背後の通りへ恐る恐る歩いていく。
人気のないことを確認し、自転車を盗むアントニオ。しかしすぐに気づかれ、追いかけられる。必死に逃げるアントニオを、路面電車に乗り遅れたブルーノも見つける。アントニオはあえなく捕まり、取り押さえられた。泣きながら父にしがみつこうとするブルーノ。
捕まえた男たちはアントニオを警察に突き出そうとしたが、自転車の持ち主はブルーノを見て、「もういい、見逃してやる」と言う。アントニオは男たちの罵倒を背中に受けながら解放された。
弱弱しく歩くアントニオ。次第に涙がこぼれ始める。父の涙を見たブルーノは、強くアントニオの手を握る。手をつないだまま、親子は街の雑踏の中を歩いていく。

## スタッフ
- 製作：ヴィットリオ・デ・シーカ
- 監督：ヴィットリオ・デ・シーカ
- 原作：ルイジ・バルトリーニ
- 脚本：チェーザレ・ザヴァッティーニ、オレステ・ビアンコリ（イタリア語版）、スーゾ・チェッキ・ダミーコ、ヴィットリオ・デ・シーカ、アドルフォ・フランチ（イタリア語版）、ゲラルド・ゲラルディ（イタリア語版）、ジェラルド・グエリエリ（イタリア語版）
- 音楽：アレッサンドロ・チコニーニ
- 撮影：カルロ・モンテュオリ

## キャスト
| 役名               | 俳優                     | 日本語吹き替え | 日本語吹き替え | 日本語吹き替え |
| 役名               | 俳優                     | テレビ版1      | テレビ版2      | PDDVD版        |
| ------------------ | ------------------------ | -------------- | -------------- | -------------- |
| アントニオ・リッチ | ランベルト・マジョラーニ | 石井敏郎       | 保科三良       | 小浅和大       |
| ブルーノ・リッチ   | エンツォ・スタヨーラ     | 松島みのり     | 永久勲雄       | しほの涼       |
| マリア・リッチ     | リアネーラ・カレル       | 日岸喜美子     | 此島愛子       | 渡邊絵理       |
| バイオッコ         | ジーノ・サルタマレンダ   | 富田耕吉       |                |                |

- テレビ版1：初回放送1963年5月20日『テレビ名画座』
- テレビ版2：初回放送1973年2月25日『サンデー洋画劇場』※ポニーキャニオン発売の「名作洋画劇場」と記されたVHSに収録。

## 受賞・ランキング

### 受賞・ノミネート
- 第22回アカデミー賞[3]
  - 受賞：名誉賞
  - ノミネート：脚本賞（チェーザレ・サヴァッティーニ）
- 第15回ニューヨーク映画批評家協会賞 外国語映画賞
- 第3回英国アカデミー賞 総合作品賞
- 第24回キネマ旬報ベスト・テン 第1位

### ランキング
- 「映画史上最高の作品ベストテン」（英国映画協会『Sight&Sound』誌発表）※10年毎に選出
  - 1952年：「映画批評家が選ぶベストテン」第1位
  - 1962年：「映画批評家が選ぶベストテン」第6位
  - 1982年：「映画批評家が選ぶベストテン」第56位
  - 1992年：「映画批評家が選ぶベストテン」第11位
  - 2002年：「映画批評家が選ぶベストテン」第45位
  - 2002年：「映画監督が選ぶベストテン」第6位
  - 2012年：「映画批評家が選ぶベストテン」第33位
  - 2012年：「映画監督が選ぶベストテン」第10位
- 1958年：「世界映画史上の傑作12選」（ブリュッセル万国博覧会発表）第3位
- 2000年：「20世紀の映画リスト」（米『ヴィレッジ・ヴォイス』紙発表）第37位
- 2008年：「史上最高の映画100本」（仏『カイエ・デュ・シネマ』誌発表）第86位
- 2010年：「史上最高の外国語映画100本」（英『エンパイア』誌発表）第4位
- 2010年：「エッセンシャル100」（トロント国際映画祭発表）第10位
- 2013年：「オールタイムベスト100」（米『エンターテイメント・ウィークリー』誌発表）第26位

以下は日本でのランキング
- 1979年：「外国映画史上ベストテン」（キネマ旬報発表）第19位
- 1988年：「大アンケートによる洋画ベスト150」（文藝春秋発表）第19位
- 1995年：「外国映画 オールタイム・ベストテン」（キネマ旬報発表）第24位
- 1999年：「オールタイム・ベスト100・外国映画編」（キネマ旬報発表）第17位
- 2009年：「オールタイム・ベスト映画遺産200 外国映画篇」（キネマ旬報発表）第19位

## その他
- 日本のSFアニメにおける金字塔作品の『機動戦士ガンダム』で、チーフシナリオライターであった星山博之は、本作のような話をやりたいといい、カイ・シデンとミハル・ラトキエの話を考えたという。
- デ・シーカはチャップリンの『キッド』に触発されて『自転車泥棒』を作った、との説がある[4]。